# Утакмице фудбалске репрезентације Мађарске 1974.
| Домаћин | Гост |

Фудбалска репрезентација Мађарске је током 1974. године одиграла осам званичних утакмица. У току године променила су се три савезна селектора. Рудолф Иловски је отишао после вођених укупно 39 мечева, његов наследник Јожеф Божик седео је на клупи само један меч, отишао је због нарушеног здравља. Следећи селектор, Еде Мор, је већ морао да се доказује у квалификацијама за Европско првенство, такође је успео  да остане само шест мечева до пролећа 1975. године.
Од пролећних пријатељских утакмица вреди истаћи меч против Немачке у Дортмунду, два месеца касније, светски шампион, селекција Западне Немачке, имала је осам будућих освајача Светског првенства, међу којима су били Франц Бекенбауер, Бонхоф, Герд Милер. Утакмица је завршена убедљивом победом репрезентација Западне Немачке од 5 : 0.
Следећи меч, у Секешфехервару против Југославије, била је опроштајна утакмица Флоријана Алберта.
Савезни селектори националног тима у овом периоду су били:
- Рудолф Иловски (484 — 486.)
- Јожеф Божик (487.)
- Еде Мор (488 — 491.)[note 1]

## Утакмице
| Мађарска                  | 3 : 1 (2 : 0) | Бугарска        |
| ------------------------- | ------------- | --------------- |
| Фазекаш 5’ 45’ · Бене 57’ | Извештај      | 74’ (пен) Бонев |

| Западна Немачка                                             | 5 : 0 (1 : 0) | Мађарска |
| ----------------------------------------------------------- | ------------- | -------- |
| Вимер 11’ · Хелценбајн 53’ · Кремерс 68’ · Г. Милер 73’ 88’ | Извештај      |          |

| Мађарска                         | 3 : 2 (0 : 2) | Југославија                    |
| -------------------------------- | ------------- | ------------------------------ |
| Мате 55’ 85’ · Фазекаш 65’ (пен) | Извештај      | 18’ Попивода · 21’ Ј. Јерковић |

| Аустрија      | 1 : 0 (1 : 0) | Мађарска |
| ------------- | ------------- | -------- |
| Х. Кранкл 16’ | Извештај      |          |

| Луксембург     | 2 : 4 (2 : 2) | Мађарска                                    |
| -------------- | ------------- | ------------------------------------------- |
| Дусиер 14’ 24’ | Извештај      | 18’ Ј. Хорват · 30’ 55’ Л. Нађ · 70’ Балинт |

| Велс                    | 2 : 0 (0 : 0) | Мађарска |
| ----------------------- | ------------- | -------- |
| Грифитс 57’ · Тошак 87’ | Извештај      |          |

| Бугарска | 0 : 0    | Мађарска |
| -------- | -------- | -------- |
|          | Извештај |          |

| Мађарска          | 1 : 0 (1 : 0) | Швајцарска |
| ----------------- | ------------- | ---------- |
| Фазекаш 42’ (пен) | Извештај      |            |

## Голгетери у 1974.
| - Ференц Бене |

## Извори и спољашње везе
- Dénes Tamás-Rochy Zoltán. A 700. után. Rochy és Társa. ISBN 963-04-7169-8.
- Rejtő László – Lukács László – Szepesi György: Felejthetetlen 90 percek. Budapest: Sportkiadó. 1977.  963-253-501-4
- Све утакмице репрезентације Мађарске
- Репрезентација Мађарске на фудбалској бази података
- Утакмице репрезентације Мађарске (1974)